# Stuff
|  | Aquest article tracta sobre la revista. Vegeu-ne altres significats a «Stuff.co.nz». |

Stuff és una revista d'entrevistes, reportatges gràfics i articles dirigida a un públic principalment masculí. Publicada per l'empresa Dennis Publishing, Stuff és la revista germana de Maxim i el seu objectiu de públic són homes d'entre 18 i 30 anys.